# Баграшов Петро Миколайович
Баграшо́в Петро́ Микола́йович (*17 вересня 1901, село Верхній Бемиж, Кізнерський район, Удмуртія) — †1943) — удмуртський прозаїк, публіцист. 
Жертва російського терору. 

## Біографія
З 11 років працював у валяльно-взуттєвій майстерні села Асінер, в 1915—1917 роках на кондитерському підприємстві в місті Єлабуга, в 1918—1920 роках служив у Червоній армії та, бувши комбатом, навчався на кулеметних курсах в Кремлі. В 1921—1923 роках був літературним співробітником і відповідальним редактором газети «Гудыри», в 1923-1926 роках — секретар Глазовського повіткому РКП(б). У другій половині 1920-их років — завідувач агітпропом Вотського ОК ВКП(б). В 1928—1930 роках навчався в Промакадемії імені Сталіна. В 1930—1932 роках працював у Колгоспцентрі СРСР.
Заарештований 1933 в Москві у справі «СОФІН», утримувався в Бутирській тюрмі, засуджений до 3 років концтаборів ГУЛАГ СССР. Після короткочасного перебування на волі в 1937—1938 був свідком у двох карних справах, сфабрикованих НКВД СССР. З 1940 доля невідома. 
Реабілітований 1956.

## Творчість
Публікувався в журналі «Кенеш» — роман «Кабан улын» («Під копною»; 1929). Баграшов став прототипом партійного робітника Богатирьова в трилогії Гната Гаврилова «В рідних краях».
1924 друкувався під патронатом Академічного центру Вотської АО.

### Твори
- Гурт куанеръёс полын ужан (1927)